# Regno Celeste di Taiping
Il Regno Celeste di Taiping, ufficialmente Regno Celeste della Grande Pace, è stata una monarchia assoluta teocratica che cercò di rovesciare la dinastia Qing. Il Regno Celeste, o Dinastia Celeste, era guidato da Hong Xiuquan. La sua capitale era Tianjing, l'attuale Nanchino. La guerra intrapresa contro i Qing, avvenuta senza successo, è conosciuta come la rivolta dei Taiping.
Autoproclamato fratello minore di Gesù Cristo e convertito al cristianesimo protestante, Hong Xiuquan guidò un esercito che controllava una parte significativa della Cina meridionale durante la metà del XIX secolo, espandendosi infine fino a raggiungere una popolazione di quasi 30 milioni di persone. Il regno ribelle annunciò riforme sociali e la sostituzione del buddismo, del confucianesimo, della religione popolare cinese e dell'Islam con la forma di cristianesimo sviluppata da lui, ritenendo che fosse, infatti, il secondo figlio di Dio e il fratello minore di Gesù. Le aree di Taiping furono assediate dalle forze Qing durante gran parte della ribellione. Il governo Qing sconfisse la ribellione con l'eventuale aiuto delle forze francesi e britanniche.

## Storia

### I primi stabilimenti

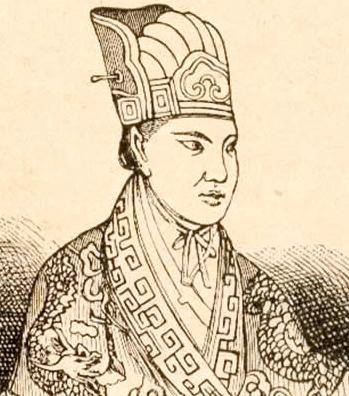
Hong Xiuquan, l'autoprocalmato fratello di Gesù

La rivolta Jintian iniziò nel 1850 nel Guangxi. L'11 gennaio 1851 (l'undicesimo giorno del primo mese lunare), tra l'altro il compleanno di Hong Xiuquan, Hong si dichiarò "Re Celeste" di una nuova dinastia, il "Regno Celeste della Grande Pace". Dopo piccoli scontri, la violenza sfociò nella rivolta del febbraio 1851, nella quale un esercito ribelle di 10.000 uomini sconfisse una forza Qing più piccola. Feng Yushan sarebbe stato lo stratega della ribellione e l'amministratore del regno durante i suoi primi giorni, fino alla sua morte nel 1852.
Nel 1853, le forze Taiping conquistarono Nanchino, facendone la loro capitale e ribattezzandola Tianjing ("capitale celeste"). Hong trasformò l'ufficio del viceré di Liangjiang nel suo Palazzo del Re Celeste. Poiché Hong affermò di essere stato incaricato nel suo sogno di sterminare tutti i "demoni" Manciù, i ribelli decisero di uccidere l'intera popolazione Manciù. Quando Nanchino fu occupata, i ribelli Taiping andarono su tutte le furie, bruciando vivi 40.000 Manciù all'interno della città. Prima uccisero tutti gli uomini, donne e bambini manciù, dopodiché furono ridotti in cenere.
Al suo apice, il Regno Celeste controllava la Cina meridionale, con il suo centro sulla fertile valle del fiume Azzurro. Il controllo del fiume significava che i Taiping potevano facilmente rifornire la loro capitale. Da lì, i ribelli Taiping inviarono eserciti a ovest, nel corso superiore del fiume Azzurro, e a nord per catturare Pechino, la capitale della dinastia Qing. La presa tuttavia fallì

### Conflitto interno
Nel 1853, Hong si ritirò dal controllo attivo delle politiche e dell'amministrazione, governando esclusivamente tramite proclami scritti, spesso in linguaggio religioso. Hong non era d'accordo con Yang in alcune questioni politiche e divenne sempre più sospettoso delle ambizioni di Yang, della sua vasta rete di spie e delle sue dichiarazioni quando "parlava come Dio". Yang e la sua famiglia furono messi a morte dai seguaci di Hong nel 1856, seguito dall'uccisione delle truppe fedeli a Yang, in un evento noto come Incidente di Nanchino. Lo scisma interno indebolì significativamente le forze Taiping.
Con il loro leader in gran parte fuori dai giochi, i delegati di Taiping tentarono di ampliare il loro sostegno popolare presso le classi medie cinesi e di stringere alleanze con le potenze europee, ma fallirono su entrambi i fronti. Gli europei hanno deciso di rimanere neutrali. All'interno della Cina, la ribellione dovette affrontare la resistenza della classe media tradizionalista a causa della loro ostilità verso i costumi cinesi e i valori confuciani.
Nel 1859 Hong Rengan si unì alla ribellione dei Taiping a Nanchino e Hong Tianguifu gli conferì un potere considerevole. Ha sviluppato un piano ambizioso per espandere i confini del regno. Nel 1860, i ribelli Taiping riuscirono a conquistare Hangzhou e Suzhou a est, ma non riuscirono a conquistare Shanghai, evento che segnò l'inizio del declino del Regno.

### Il declino e la caduta del regno
Un tentativo di prendere Shanghai nell'agosto 1860 ebbe inizialmente successo ma alla fine fu respinto da una forza di truppe cinesi e ufficiali europei sotto il comando di Frederick Townsend Ward. Questo esercito sarebbe poi diventato l'"Esercito invitto", guidato da Charles Gordon, e sarebbe stato determinante nella sconfitta dei ribelli Taiping. Le forze imperiali furono riorganizzate sotto il comando di Zeng Guofan e Li Hongzhang, e la riconquista del governo Qing iniziò sul serio. All'inizio del 1864, il controllo Qing nella maggior parte delle aree era ben consolidato.
Con le forze Qing che iniziarono un attacco a Nanchino, Hong dichiarò che Dio avrebbe difeso la città, ma nel giugno 1864, con le forze Qing in avvicinamento, morì di intossicazione alimentare a causa del consumo di verdure selvatiche mentre la città iniziava a rimanere senza cibo. Rimase malato per venti giorni prima che le forze Qing potessero conquistare la città. Sebbene Hong probabilmente sia morto a causa della sua malattia, è stato suggerito anche il suicidio tramite veleno. Solo pochi giorni dopo la sua morte le forze Qing presero il controllo di Nanchino. Il suo corpo fu sepolto e successivamente riesumato da Zeng per verificare la sua morte e cremato. Le ceneri di Hong furono successivamente espulse da un cannone per garantire che i suoi resti non avessero luogo di riposo come punizione eterna per la rivolta.
Quattro mesi prima della caduta del Regno Celeste di Taiping, Hong Xiuquan abdicò in favore di Hong Tianguifu, suo figlio maggiore, che allora aveva 14 anni. Hong Tianguifu non fu in grado di fare nulla per restaurare il regno, quindi il regno fu rapidamente distrutto quando Nanchino cadde nel luglio 1864 nelle mani delle forze Qing dopo feroci combattimenti nelle strade. La maggior parte dei cosiddetti principi furono giustiziati da funzionari Qing nella città di Nanchino.
Sebbene la caduta di Nanchino nel 1864 segnò la distruzione definitiva del Regno Celeste di Taiping, c'erano ancora diverse migliaia di ribelli Taiping che continuavano a resistere alle forze Qing. Ci sono voluti sette anni per reprimere finalmente tutti i resti della rivolta. Nell'agosto 1871, l'ultimo esercito ribelle Taiping, guidato dal comandante di Shi Dakai Li Fuzhong, fu completamente annientato dalle forze Qing nella regione di confine di Hunan, Guizhou e Guangxi.

## Politica
All'interno del territorio che controllava, l'Esercito Celeste dei Taiping stabilì un governo totalitario, teocratico e altamente militarizzato. In tutto il territorio vennero attuati numerosi divieti e cambiamenti:
- L'oggetto di studio per gli esami ufficiali passò dai classici confuciani alla Bibbia;
- La proprietà privata fu abolita e tutta la terra fu posseduta e distribuita dallo Stato;[9]
- Il calendario solare sostituì il calendario lunare;
- Il loto d'oro viene vietato (Il popolo Hakka non aveva mai seguito questa tradizione, e di conseguenza le donne Hakka avevano sempre potuto lavorare i campi);[10]
- La società fu dichiarata senza classi e i sessi furono dichiarati uguali. Ad un certo punto, per la prima volta nella storia cinese furono tenuti gli esami di servizio civile per le donne. Diverse donne infatti prestarono servizio come ufficiali militari e comandanti sotto Taiping, Hong Xuanjiao (sorella di Hong), Su Sanniang e Qin Ersao sono esempi di donne che agirono attivamente come leader durante la ribellione dei Taiping;
- I sessi erano rigorosamente separati.[9] C'erano unità dell'esercito separate composte solo da donne; fino al 1855 nemmeno alle coppie sposate era permesso di convivere o avere rapporti sessuali;[10]
- L'acconciatura dei capelli a coda dettata dalla dinastia Qing fu abbandonata a favore dei capelli lunghi.

### Le riforme proposte da Hong Rengan
Nel 1859 il principe Gan Hong Rengan, con l'approvazione di suo cugino, il Re Celeste, sostenne diverse nuove politiche, tra cui:
- Promuovere l'adozione delle ferrovie concedendo brevetti per l'introduzione delle locomotive; Erano previste 21 ferrovie per ciascuna delle 21 province.
- Promozione dell'adozione di navi a vapore per il commercio e la difesa.
- Creazione di banche private emittenti valuta.
- Concessione di brevetti di 10 anni per l'introduzione di nuove invenzioni, di 5 anni per articoli minori.
- Istituzione di un servizio postale nazionale.
- Promuovere l'esplorazione mineraria concedendo il controllo e il venti per cento delle entrate agli scopritori dei giacimenti.
- Introduzione degli agenti investigativi governativi.
- Introduzione di funzionari dei media statali indipendenti e imparziali per la segnalazione e la diffusione delle notizie.
- Istituzione delle tesorerie distrettuali e degli ufficiali pagatori per la gestione delle finanze.

### Apparati militari
Sebbene i ribelli non avessero il sostegno dei governi occidentali, erano relativamente modernizzati in termini di armi. Un numero sempre crescente di trafficanti di armi occidentali e di operatori del mercato nero vendevano ai ribelli armi occidentali come moderni moschetti, fucili e cannoni. Già nel 1853, i soldati di Taiping Tianguo utilizzavano armi e munizioni vendute dagli occidentali. Fucili e polvere da sparo furono introdotti di contrabbando in Cina da commercianti inglesi e americani come "tabacco da fiuto e ombrelli". Erano parzialmente equipaggiati con attrezzature in eccedenza vendute da varie società occidentali e magazzini di unità militari, sia armi leggere che artiglieria. Una spedizione di armi da un commerciante americano nell'aprile 1862 già "ben noto per i suoi rapporti con i ribelli" era elencata come 2.783 moschetti (con capsula a percussione), 66 carabine, 4 fucili e 895 cannoni di artiglieria da campo, oltre a portare passaporti firmati da il Re Fedele. Quasi due mesi dopo, una nave fu fermata con 48 casse di moschetti e un'altra nave con 5000 moschetti. Anche mercenari provenienti dall'Occidente si unirono alle forze Taiping, sebbene la maggior parte fosse motivata da opportunità di saccheggio durante la ribellione piuttosto che unirsi per ragioni ideologiche. Le forze Taiping costruirono fonderie di ferro dove fabbricavano cannoni pesanti, descritti dagli occidentali come di gran lunga superiori ai cannoni dei Qing. Poco prima della sua esecuzione, il fedele re di Taiping Li Xiucheng avvertì i suoi nemici che la guerra con le potenze occidentali stava arrivando e che i Qing dovevano acquistare i migliori cannoni e affusti occidentali, e che i migliori artigiani cinesi imparassero a costruire copie esatte, insegnando anche ad altri artigiani.

### Religione
Inizialmente, i seguaci di Hong Xiuquan erano chiamati Adoratori di Dio. La fede di Hong è stata ispirata dalle visioni da lui riportate in cui lo Shangdi, l'Imperatore Supremo, o "Geova", lo salutava in Paradiso. Hong era già stato in contatto con missionari protestanti e aveva letto la Bibbia. Il Regno Celeste di Taiping era basato sul sincretismo di Hong Xiuquan con il cristianesimo, che differiva dalle preghiere, dai rituali e dalle festività cristiane tradizionali. Le biblioteche dei monasteri buddisti furono distrutte, quasi completamente nel caso del delta del fiume Azzurro. I templi del taoismo, del confucianesimo e di altre credenze tradizionali venivano spesso convertiti in chiese, scuole o ospedali o deturpati.
Nelle lettere al missionario Joseph Edkins, Hong rifiutò il Credo niceno e disse che Ario aveva ragione.

## Massacro degli Hakka
Con il crollo del Regno Celeste di Taiping, la dinastia Qing lanciò ondate di massacri contro gli Hakka, uccidendone 30.000 ogni giorno in tutta la Cina durante il culmine degli omonimi massacri. Epurazioni simili furono intraprese durante la sconfitta della Ribellione dei Turbanti Rossi. Nel Guangdong, il governatore Ye Mingchen ha supervisionato l'esecuzione di 70.000 persone a Guangzhou, alla fine un milione di persone sono state uccise in tutto il Guangdong centrale. Un altro impatto importante furono le sanguinose guerre dei clan Punti-Hakka, che causarono la morte di un milione di persone. L'opera cantonese venne completamente epurata.